# 潘桥水库
潘桥水库位于中国江西省丰城市秀市镇，又称含秀湖。是一座以防洪、发电、灌溉、养殖为主要功能的大（二）型水库。1958年9月开始建设，1960年4月建成。建设时淹没耕地12000亩，迁移人口2785人。